# Micta spinosula
Micta spinosula är en insektsart som beskrevs av Karsch 1896. Micta spinosula ingår i släktet Micta och familjen vårtbitare. Inga underarter finns listade i Catalogue of Life.